# Kwaidan
Kwaidan (Originaltitel: japanisch 怪談, Kaidan, jap. für „Geistergeschichten“) ist ein japanischer Anthologie-Horrorfilm der Tōhō-Studios aus dem Jahr 1964. Regie führte der renommierte Regisseur Masaki Kobayashi. Als Vorlage für den Film diente Lafcadio Hearns Sammlung japanischer Geistergeschichten, Kwaidan – Seltsame Geschichten und Studien aus Japan. Kwaidan wurde 1966 als Bester fremdsprachiger Film für den Oscar nominiert und wurde bei den Internationalen Filmfestspielen von Cannes 1965 mit dem Preis der Jury ausgezeichnet.

## Inhalt
Der Film erzählt in phantasievollen und surrealen Bildern vier Erzählungen aus Lafcadio Hearns Sammlung japanischer Geistergeschichten: Kurokami, Yukionna, Miminashi Hōichi no Hanashi und Chawan no Naka.

### Kurokami
„Kurokami“ (黒髪, übersetzt „Das Schwarze Haar“) erzählt die Geschichte von einem verarmten Samurai, der sich von seiner Frau scheiden lässt, um der „ärmlichen Welt“, in welcher er lebt, zu entfliehen. Er verlässt seine Frau und heiratet stattdessen die Tochter eines reichen und mächtigen Unternehmers, um auf diese Weise Wohlstand zu erlangen. Doch die Tochter erweist sich als egoistische Ehefrau. Der Samurai kommt mit ihrer Dekadenz und ihrem Egoismus nicht klar und beginnt schon bald, an seine erste Frau zu denken, die, wie es ihm seine Befürchtungen sagen, weit weg von ihm noch immer an Armut leidet und Tag und Nacht arbeiten muss. Er flüchtet zurück zu der Frau, die er wirklich liebt. Diese scheint in all der Zeit, in der ihr ehemaliger Mann fort war, kein bisschen gealtert zu sein und der Samurai verspricht ihr, sich nie mehr von ihr zu trennen. Doch nach einer Nacht kommt das böse Erwachen.

### Yukionna
„Yukionna“ (雪女, übersetzt „Die Schneefrau“) handelt von dem Holzfäller Minokichi. Er und sein Freund finden während eines Schneesturms Unterschlupf in einer Hütte, da beide keine Chance haben, an diesem stürmischen Abend noch nach Hause zu kommen. In der folgenden Nacht wird Minokichi von einer weiblichen Gestalt heimgesucht, die sich über seinen Freund beugt und ihn mit einem Atemzug sterben lässt. Nach dessen Tod beugt sich die Frau aus dem Schnee auch über den jungen Holzfäller, doch aus Mitleid lässt sie ihn entkommen – mit der Warnung, dass sie ihn sofort töten werde, wenn er auch nur einem Menschen von dieser Nacht erzähle. Die Zeit vergeht, Minokichi kehrt nach Hause zurück und erzählt niemandem von diesem Erlebnis. Eines Tages trifft er eine junge Frau, in die er sich verliebt, und so geschieht es, dass beide heiraten und die Frau ihm drei gesunde Kinder gebiert. Doch die Frau erinnert Minokichi immer mehr an die Frau, welche ihn in der stürmischen Nacht in der Hütte heimgesucht hat und für den Tod seines Freundes verantwortlich ist.

### Miminashi Hōichi no Hanashi
„Miminashi Hōichi no Hanashi“ (耳無芳一の話, übersetzt „Die Geschichte vom ohrlosen Hōichi“) erzählt die Geschichte von einem blinden buddhistischen Mönch namens Hoichi, der im Amida-Tempel lebt. Der Tempel beheimatet die Geister des Klans der Heike, welcher bei der Schlacht von Dan-no-ura niederging. Hoichi ist berühmt für seine gesangliche Erzählung der Geschichte der Heikes. Seine Erzählungen begleitet er auf seiner Biwa. Eines Nachts sitzt er alleine im Tempel, als er eine Stimme ihn rufen hört: „Es gibt hohe Menschen, die sich Ihre Erzählungen wünschen, bitte kommen Sie mit.“ Hoichi wird in eine große Halle mit vielen Gästen, Männern und Frauen, gebracht. Von nun an geht Hoichi jede Nacht aus dem Tempel. Der hohe Priester, alarmiert von den täglichen Ausgängen von Hoichi, lässt ihn von den anderen Mönchen des Tempels verfolgen. Zu deren Überraschung finden sie Hoichi auf einem Friedhof, vor den Grabsteinen der Heikes, verloren in seinen Erzählungen. Die Mönche bringen Hoichi zurück zum Tempel.
Der Priester versteht, dass Hoichi von bösen Geistern der Heikes aus dem Tempel gelockt wurde, die ihm die Geschichte ihres Niederganges erzählen wollten. Besorgt, dass Hoichi sich in Gefahr befindet, schreibt der Priester überall auf Hoichis Körper buddhistische Schutzwörter und rät ihm, still zu sitzen und keinen Laut von sich zu geben, wenn die Geister wieder kämen.

### Chawan no Naka
In „Chawan no Naka“ (茶碗の中, übersetzt „In einer Schale Tee“) ist die Hauptfigur ein Krieger, der eines Tages ein Gesicht in einer Schale sieht, als er Tee in ihr aufgießt. Von diesem Gesicht im Tee verfolgt, sieht er sich wenig später dem Mann gegenüber, dem dieses Gesicht gehört. Es ist ein Geist, der von dem verängstigten Krieger mit dessen Schwert verletzt wird. Auch wenn dieser Geist dem Krieger nie wieder erscheint, wird der Vorfall für ihn ein verhängnisvolles Nachspiel haben, denn einen Abend danach erscheinen drei Gesandte des Verletzten, die ihm prophezeien, dass er für seine Tat wird büßen müssen.

## Besetzung
- Michiyo Aratama als Erste Ehefrau (Episode „Kurokami“)
- Misako Watanabe als Zweite Ehefrau (Episode „Kurokami“)
- Rentarō Mikuni als Ehemann (Episode „Kurokami“)
- Kenjiro Ishiyama als Vater (Episode „Kurokami“)
- Ranko Akagi als Mutter (Episode „Kurokami“)
- Tatsuya Nakadai als Minokichi (Episode „Yuki-Onna“)
- Keiko Kishi als Yuki-Onna (Episode „Yuki-Onna“)
- Yūko Mochizuki als Minokichis Mutter (Episode „Yuki-Onna“)
- Katsuo Nakamura als Hoichi (Episode „Miminashi Hōichi no Hanashi“)
- Tetsurō Tamba als Samurai (Episode „Miminashi Hōichi no Hanashi“)
- Takashi Shimura als Oberpriester (Episode „Miminashi Hōichi no Hanashi“)
- Noboru Nakaya als Shikibu Heinai (Episode „Chawan no Naka“)
- Seiji Miyaguchi als Alter Mann (Episode „Chawan no Naka“)
- Kei Satō als Samurai (Geist) (Episode „Chawan no Naka“)

## Produktion
Kwaidan entstand ausschließlich mit Post-Synchronisation, an gigantischen, künstlichen Studio-Sets, die Beleuchtung ist surreal und die Musik von Toru Takemitsu besteht lediglich aus verstörenden Sound-Effekten. In diesem Stil werden vier traditionelle japanische Geistergeschichten erzählt, die aus der Feder des Schriftstellers Lafcadio Hearn stammen, einem Bürger der westlichen Welt, der 1869 in die Vereinigten Staaten zog, ehe er sich in Japan niederließ, dort den Namen Yakumo Koizumi annahm und dort folkloristische Erzählungen schrieb, die in ihrem asiatischen Gestus des psychologischen Horrors seine westliche Herkunft komplett verleugnen.